# خوسيه أنطونيو ريوس
خوسيه أنطونيو ريوس (بالإسبانية: José Antonio Ríos) (10 مايو 1990 في إسبانيا - ) هو لاعب كرة قدم إسباني في مركز الدفاع. شارك مع منتخب إسبانيا تحت 19 سنة لكرة القدم. أما مع النوادي، فقد لعب مع إشبيلية أتلتيكو وريال مدريد كاستيا وريال مدريد ونادي ميرانديس ونادي ياغوستيرا.

## وصلات خارجية
- خوسيه أنطونيو ريوس على موقع قاعدة بيانات كرة القدم.إي يو (الإنجليزية)
- خوسيه أنطونيو ريوس على موقع Soccerbase.com (لاعب) (الإنجليزية)
- خوسيه أنطونيو ريوس على موقع Soccerway.com (الإنجليزية)
- خوسيه أنطونيو ريوس على موقع AS.com (الإسبانية)